# Clean Development Mechanism
Clean Development Mechanism, CDM, är ett delprojekt under Kyotoprotokollet som syftar till att låta industriländer som anslutit sig till att minska sina koldioxidutsläpp (så kallade Annex 1-länder) att investera i projekt för att minska utsläppen i utvecklingsländer som ett alternativ till de mer kostsamma utsläppsminskningarna i sina egna länder.
I syfte att genomföra projektet har möten och workshops anordnats. Åtgärder har vidtagits för att miljövänlig teknik mm. Finansiering har lämnats genom UNFCCC:s speciella klimatförändringsfond (UNFCCC:s Special Climate Change Fund).
FN:s CDM-styrelse (UN executive board for Clean Development Mechanism) har börjat hårdgranska tilldelningen av klimatkrediter (CER:s) från företag som nyttjar den potenta växthusgasen HFC-23. Det handlar framförallt om kinesiska kemifabriker.